# 国瑞彦神社
国瑞彦神社（くにたまひこじんじゃ）は、徳島県徳島市にある神社。旧県社。地元では「くにまさん」と呼ばれている。

## 歴史
眉山東麓に位置し、境内には徳島県下の神社を包括する徳島県神社庁の庁舎がある。文化3年（1806年）に第11代徳島藩主・蜂須賀治昭が、藩祖・蜂須賀家政をしのび国瑞彦の神号を受けて伊賀町の八幡神社の北隣に祀ったことに始まる。
藩主・蜂須賀氏より篤く崇敬され、江戸期には祭祀料として銀3貫10匁の奉納を受けた。明治維新後は祭典諸費金300円が奉納され、社殿修復なども蜂須賀氏が行ったという。
鳥居から神門にかけて城の枡形を思わせる境内は、1.8mの石垣と堀をめぐらし武器庫のような土蔵の神庫や勤番所などがあり、祭礼の際槍や薙刀・火縄銃を立て並べた。
明治7年（1874年）に郷社に列し、同12年（1879年）に県社に昇格した。
もと徳島城城山にあって、当社に合祀されていた竜王宮（「延喜式」神名帳名方郡条にみえる「天石門別豊玉比売神社」に比定される）は春日神社 (徳島市)へ移された。
徳島城内の竜王神社の名残は、徳島城跡の竜王さんのクスなど。

## 奉納品
大正6年（1917年）4月5日、（当時の）国宝に指定された「太刀 銘 一竿子忠綱彫同作 宝永六年八月吉」は、所有者としてこの神社が記載されている。蜂須賀家から奉納された太刀との由来あり。現在は京都国立博物館蔵の重要文化財。（一竿子忠綱作刀で国の文化財指定を受けているものは、この太刀のみ）
第二次世界大戦後、蜂須賀家からの援助が無くなった為か、一時期、神社は荒廃していた。

## 祭神
- 蜂須賀家政
- 徳島藩歴代藩主

## 交通
- JR牟岐線阿波富田駅より徒歩約15分。

## 分社
- 國瑞彦護國神社（兵庫県洲本市／淡路島）兵庫県神社庁
  - 江戸時代、淡路島は徳島藩で蜂須賀家が治めていた。
- 雨竜神社（北海道雨竜郡雨竜町）北海道神社庁
  - 明治29年（1896年）9月27日創祀（蜂須賀農場のあった土地）。大正6年（1917年）、雨竜神社に改称[3]。
  - 御神刀（雨竜町指定文化財）- 藤原山城守歳長作[4]。明治31年、蜂須賀正韶が国瑞彦神社へ奉納、雨竜神社改称時に移された[3]。